# Alt Steegen
Alt Steegen war von 1928 bis 1945 eine Landgemeinde und auch ein Amtsbezirk im ostpreußischen Kreis Preußisch Eylau im Deutschen Reich. Sie setzte sich aus den beiden selbständigen Gutsorten Groß Steegen (polnisch Stega Wielka) und Klein Steegen (Stega Mała) zusammen.

## Geographische Lage
Alt Steegen lag im mittleren Ostpreußen im Nordwesten der jetzigen polnischen Woiwodschaft Ermland-Masuren, zwölf Kilometer nordwestlich der Stadt Landsberg (polnisch Górowo Iławeckie) sowie 23 Kilometer südwestlich der damaligen und heute auf russischem Staatsgebiet gelegenen Kreisstadt Preußisch Eylau (russisch Bagrationowsk).

## Geschichte

### Gemeinde Alt Steegen (1928–1945)
Die Gemeinde Alt Steegen wurde am 30. September 1928 als zusammengefasste Kommune der beiden Gutsdörfer Groß Steegen (Stega Wielka) und Klein Steegen (Stega Mała) gebildet. Das Gut Groß Steegen bestand nur noch selbst ohne die früheren Vorwerke. Zum Gut Klein Steegen gehörten die Gutsteile Forsthaus Hubertushof, Louisenhof (polnisch Meszniak), Sophienhof (Włodkowo), Waldvorwerk Waldheil (Ciszyna) und Wilhelmsberg (Okopek).
Die Gemeinde Alt Steegen umfasste eine Fläche von 2218,50 Hektar. Standesamtlich war sie zwischen Canditten (polnisch Kandyty, für Groß Steegen) und Guttenfeld (polnisch Dobrzynka, für Klein Steegen) aufgeteilt. Im Jahre 1933 zählte Alt Steegen 389 Einwohner, im Jahre 1939 waren es 362.
Die Abtretung des gesamten südlichen Ostpreußen an Polen im Jahre 1945 in Folge des Zweiten Weltkrieges beendete die Existenz der Gemeinde Alt Steegen.

### Amtsbezirk Alt Steegen (1930–1945)
Nachdem sich zum 30. September 1928 die beiden Gutsorte Groß und Klein Steegen zusammengeschlossen hatten, wurde der Gutsbezirk Groß Steegen in die Landgemeinde Alt Steegen umgewandelt. Damals bestand der Amtsbezirk Groß Steegen noch, der schließlich am 14. Mai 1930 aufgelöst wurde. Es folgte am 28. Mai 1930 die Umbenennung des ebenfalls noch existierenden Amtsbezirks Klein Steegen in „Amtsbezirk Alt Steegen“ Zugehörig waren bis 1945 die Gemeinden:
| Deutscher Name | Polnischer Name |
| -------------- | --------------- |
| Alt Steegen    | NN.             |
| Blumstein      | Kwiatkowo       |
| Guttenfeld     | Dobrzynka       |
| Hoppendorf     | Grotowo         |

Der Amtsbezirk Alt Steegen umfasste 3971,50 Hektar und hatte zuletzt 1113 Einwohner. Gemeinsame Amtsvorsteher war der Guttenfelder Kantor Pfau.

## Religion
Bis 1945 war die evangelische Bevölkerung der Gemeinde Alt Steegen in den Superintendenturbezirk Landsberg im Kirchenkreis Preußisch Eylau in der Kirchenprovinz Ostpreußen der Kirche der Altpreußischen Union eingegliedert. Die Einwohner von Groß Steegen gehörten zur Kirche in Canditten, während die Einwohner von Klein Steegen der Kirche in Guttenfeld zugeordnet waren.

## Rittergut
Das in Alt Steegen besaß im 19. Jahrhundert einer Familie Müler, später Müller geschrieben. Friedrich Karl Müller (1790–1859), verheiratet mit Hulda von Kortzfleisch (1797–1842), war der letzte bürgerliche Gutsherr. Seine Söhne wurden am 18. Oktober 1861 als von Steegen in den preußischen Adelsstand versetzt. So wurde aus Hugo Müller auf Groß Steegen und seinem Bruder Friedrich Albert Oskar Müller auf Klein Steegen dann zur Feierlichkeit der Krönung Wilhelm I. in Königsberg Hugo von Steegen (1830–1879) und Oskar von Steegen (1837–1897). Gut Steegen bestand bis zur Enteignung 1945 vormalig als kreistagsfähiges Rittergut. Anfang der 1930er Jahre beinhaltete es noch als genanntes Majorat Groß Steegen 457 ha, Eigentümer Alexander von Steegen, für das Rittergut Klein Steegen samt den Vorwerken Louisenhof, Sophienhof, Wilhelmsberg, Waldheil und Forsthaus Hubertus rund 1880 ha. Verwalter war damals Otto Thiel, Eigentümer und Gutsherr Otto Oskar (Ottokar) von Steegen (* 1906).